# Frailea fulviseta
Frailea fulviseta är en kaktusväxtart som beskrevs av Albert Frederik Hendrik Buining och Brederoo. Frailea fulviseta ingår i släktet Frailea och familjen kaktusväxter. Inga underarter finns listade i Catalogue of Life.